# Arduino il Glabro
Arduino III, detto Arduino Glabrione o semplicemente Arduino il Glabro (930 – 976), fu primo marchese di Torino dal 951 alla morte. Ciò successe poiché il padre Ruggero di Auriate diventò il padrone del territorio nel 902.

## Biografia
La principale fonte per la vita di Arduino è la cronaca di Novalesa. 
Figlio di Ruggero di Auriate (figlio a sua volta di Arduino (Hardouin), marchese o conte di Neustria), fu un nobile franco che governò la contea di Auriate, in seguito ottenne da Ugo di Provenza il titolo di conte di Torino. 
Ebbe un fratello e conte di nome Rogerio (che in seguito nel 935 si ritirò nel monastero di Breme), il quale ebbe una figlia, Guntilda, che sposò in seconde (forse prime) nozze Amedeo, figlio di Anscario II della stirpe degli Anscarici; forse ella ebbe un primo marito in Manfredo che forse erroneamente è considerato un Manfredingio; i due ebbero molto probabilmente un figlio, Berengario, che si sposò con una certa Cristina di legge romana, i quali a loro volta ebbero una figlia che prese il nome della nonna, Guntilda, e un figlio di nome Berengario.
In seguito passò nel campo di Berengario II che lo mise a capo della marca di Torino, appena costituita. Il primo documento che ne attesta il possesso di questo titolo risale al gennaio 964. Morì successivamente all'anno 976.
Da Arduino il Glabro discese Adelaide di Susa che sposando Oddone, figlio del primo conte di Savoia, Umberto Biancamano, diede inizio all'influenza savoiarda in Piemonte.

## Matrimonio e figli
Arduino sposò una donna di nome Vmille, nel Necrologio Sanctæ Andreae Taurinensis, probabilmente Emilia o Immula, sorella di Maginfredo e di Milone. Essi ebberro almeno cinque figli:
- Alsinda, che sposò Gisalberto II di Bergamo;
- Richilda, che sposò Corrado d'Ivrea;
- Manfredo I, marchese di Torino dal 977 circa alla morte;
- Arduino;
- Ottone.

La nozione secondo la quale una figlia di Arduino sposò il conte di Pombia Dadone ed essi generarono Arduino d'Ivrea è da considerarsi errata.